# Golm, Potsdam
För andra betydelser, se Golm.

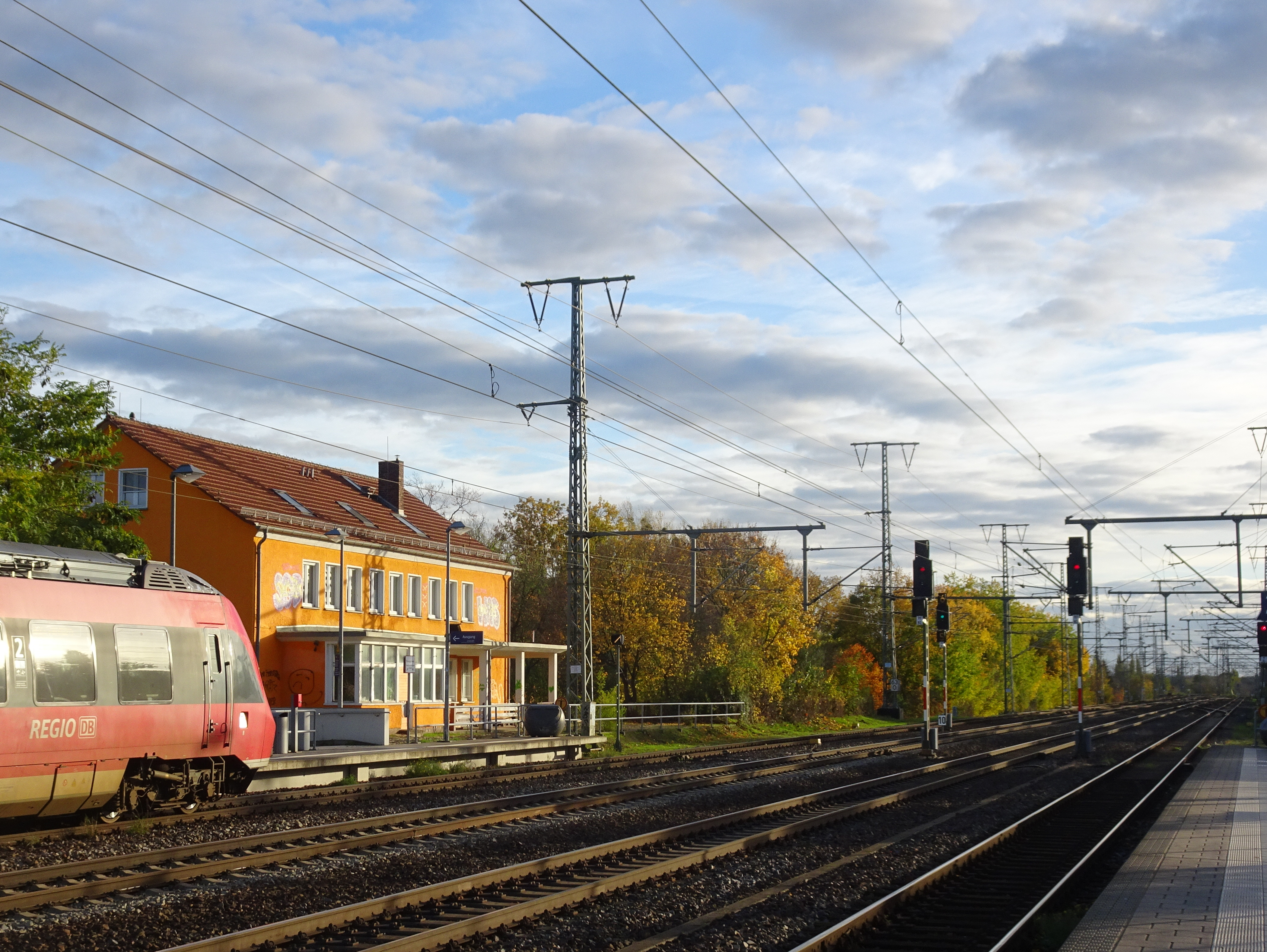
Golms järnvägsstation.

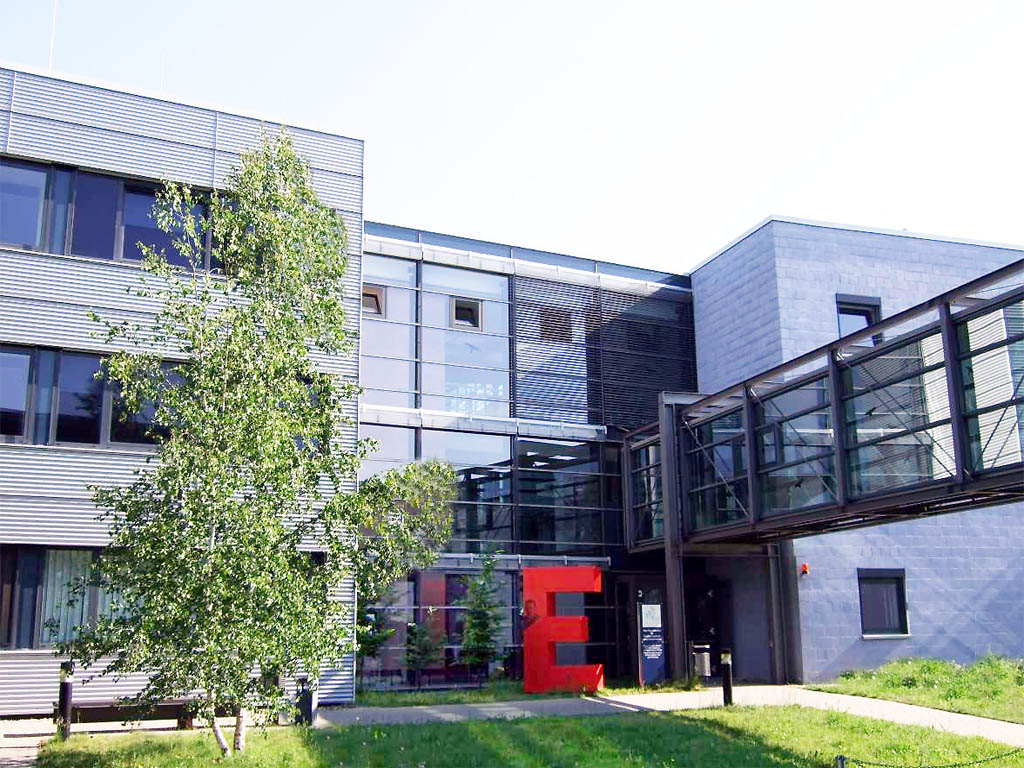
Albert Einstein-institutet för gravitationsfysik

Golm är en stadsdel i staden Potsdam i Brandenburg, Tyskland, belägen i stadens västra utkanter.  Den ursprungligen självständiga orten är sedan 2003 sammanslagen med Potsdams stad och utgör en Ortsteil (kommundel) inom Potsdam, med 2 474 invånare (2008).
Ortsnamnet kommer från västslaviskans chelm, som betyder kulle.
Golm är idag främst känt som forskningscentrum.  Här finns ett campus för Universität Potsdam och även flera institut tillhörande Max-Planck-Gesellschaft och Fraunhofer-Gesellschaft.  I stadsdelen finns även Havellandkasernerna, förbundslandskommandot för Bundeswehr i Brandenburg. 
Stadsdelen har en järnvägsstation på Berliner Aussenring, med regionaltågförbindelser mot Potsdam, Berlin-Schönefelds flygplats och Wustermark.

## Forskning i Golm
Golm har ett omkring 50 hektar stort forskningscampus, sedan 2019 benämnt Potsdam Science Park. Här finns omkring 2 700 arbetsplatser, varav omkring 145 är professorer och 450 internationella forskare. Omkring 9 000 studenter studerar i Golm. Följande institutioner har sitt säte här:
- Campus Golm för Potsdams universitet, med de humanvetenskapliga och matematisk-naturvetenskapliga fakulteterna
- Fraunhofer-Institut für Angewandte Polymerforschung (IAP)
- Fraunhofer-Institut für Zelltherapie und Immunologie, avdelningen Bioanalytik und Bioprozesse (Fraunhofer IZI-BB)
- GO:IN Golm Innovationszentrum
- Max-Planck-Institut für Gravitationsphysik (Albert-Einstein-Institut)
- Max-Planck-Institut für Kolloid- und Grenzflächenforschung
- Max-Planck-Institut für Molekulare Pflanzenphysiologie
- Brandenburgs centrala landsarkiv